# Типчениця
Ти́пчениця (болг. Типченица) — село у Врачанській області Болгарії. Входить до складу общини Мездра.

## Населення
За даними перепису населення 2011 року у селі проживали 413 осіб, з них 409 осіб (99,8%) — болгари.
Розподіл населення за віком у 2011 році:
Динаміка населення: